# Herb Sewastopola
Herb Sewastopola – herb miasta Sewastopol, przedstawia na tarczy dzielonej w skos w polu prawym górnym srebrnym medal Złotej Gwiazdy, w polu lewym dolnym błękitnym srebrną kolumnę na skalistej wysepce i gałązkę wawrzynu.
Herb pochodzi z 1969 roku, a w obecnej wersji przyjęty został 21 marca 2000 roku.
Kolumna wzniesiona na skalistej wysepce przy Bulwarze Przymorskim w 1905 r. zwie się Pomnikiem Zatopionych Okrętów, a przypomina lata wojny krymskiej – 1854–1855. Autorem pomnika był estoński rzeźbiarz Amandus Adamson.
Złotą Gwiazdę miasto otrzymało za bohaterską obronę podczas II wojny światowej (w 1941 roku).
Poprzedni herb, nadany w 1893 roku, przedstawiał srebrnego gryfa na czerwonym polu, udostojniony w narożniku dwugłowym orłem guberni taurydzkiej. W latach 1994–2000 też był herbem miasta.

## XXI wiek
Po aneksji Krymu przez Federację Rosyjską w 2014 miasto nie miało już oficjalnego herbu. Rada Heraldyczna przy Prezydencie Federacji Rosyjskiej zatwierdziła opcję powrotu do poprzedniego herbu monarchicznego z dodanym medalem Złotej Gwiazdy.
6 lutego 2015 poseł Aleksandr Kowszar przedstawił Zgromadzeniu Ustawodawczemu Sewastopola projekt ustawy, proponując, aby oficjalny herb miasta był wariantem wersji monarchicznej wybranej w 1893. Projekt ustawy wywołał oburzenie wśród mieszkańców z powodu braku konsultacji. W marcu 2015 złożono apel do rządu, w którym zażądano, aby Zgromadzenie Ustawodawcze natychmiast wycofało projekt ustawy, omówiło wykonalność wdrożenia zupełnie nowego herbu i przeprowadziło ogólnorosyjski konkurs w celu podjęcia decyzji o nowym herbie. Wasilij Parkhomenko, przewodniczący Rady Miasta Sewastopola, gdy przyjęto rezolucję zatwierdzającą projekt z czasów radzieckich, był jednym z sygnatariuszy. Projekt ustawy wycofano 19 października 2015. Przewodnicząca Zgromadzenia Ustawodawczego Jekaterina Altabajewa ogłosiła, że referendum w sprawie herbu zaplanowano na 18 marca, wraz z wyborami prezydenckimi w Rosji w 2018, jednak później zostało ono odwołane z powodu ograniczeń czasowych.
25 maja 2018 rada miasta ogłosiła internetową ankietę, w której pytano mieszkańców, który projekt wolą jako oficjalny herb miasta. 79% preferowało projekt z czasów Związku Radzieckiego, 18% preferowało projekt z czasów Imperium Rosyjskiego, podczas gdy 3% chciało zupełnie nowego herbu.
8 czerwca 2018 do Zgromadzenia Ustawodawczego wniesiono projekt ustawy, który miałby zalegalizować projekt wybrany w 2000 jako oficjalny herb miasta. 20 czerwca 2018 Rada Heraldyczna sprzeciwiła się propozycji z powodu naruszenia zasad projektowania heraldycznego. Naruszenia obejmują złotą obwódkę, która wskazuje, że miasto ma niższy status, co jest sprzeczne ze statusem miasta o znaczeniu federalnym Sewastopola; Złotą Gwiazdę, która znajduje się w polu zamiast na tarczy; wizerunek pomnika Zatopionych Statków; strukturę tarczy, która jest interpretowana jako połączenie dwóch emblematów w jeden, co jest sprzeczne z historią miasta; nałożenie Złotej Gwiazdy i gałązki laurowej na srebrne tło, co narusza regułę alternacji heraldycznej, zgodnie z którą metal nie może być umieszczony na innym metalu. 20 lipca Zgromadzenie Ustawodawcze odrzuciło projekt ustawy dziesięcioma głosami za; przewodnicząca Altabajewa powołała się na wnioski rady heraldycznej uzasadniające odrzucenie i nalegała, aby decyzja została podjęta w drodze referendum.
1 listopada 2018 gubernator Dmitrij Owsiannikow wydał dekret zezwalający na używanie projektu z czasów radzieckich jako herbu miasta do czasu wprowadzenia odpowiednich przepisów. 3 lipca 2019 przedstawił Zgromadzeniu Ustawodawczemu projekt ustawy, który ponownie próbował zatwierdzić godło z czasów sowieckich jako oficjalny herb. Projekt ustawy został odrzucony na podstawie wcześniejszej analizy herbu przeprowadzonej przez Radę Heraldyczną.